# Herman de Hauteville
Herman de Hauteville (Ermanno) (n. cca. 1045–d. 1097) a fost un nobil normand din dinastia Hauteville stabilit în sudul Italiei.
Herman era fiul mai tânăr al lui Umfredo de Hauteville, devenit conte de Apulia și Calabria (1051–1057), cu soția sa longobardă, Gaitelgrima de Salerno. Fratele său mai mare, Abelard, urma să moștenească pământurile tatălui lor, însă unchiul lor, Robert Guiscard, care a fost ales conte la moartea lui Umfredo, le-a confiscat pe acestea.
În 1064, Abelard s-a aflat în fruntea unei revolte a baronilor împotriva lui Guiscard. Robert a reușit să o reprime, însă Herman a fost oferit ca ostatec lui Apochara, catepanul bizantin, pentru a se asigura de menținerea lui Abelard în starea de loialitate. După eliberare, Herman a fost la Trani, pe care l-a apărat în cursul revoltei din 1071, când s-a oferit să susțină cauza rebelilor (inclusiv a lui Abelard). În 1073, el a fost în fine capturat de către ducele Guy de Sorrento, aliatul constant al conducerii normande din sudul Italiei. Herman a fost mai întâi închis în Rapolla (la Melfi), iar apoi dus la Mileto, pe atunci în posesia lui Roger Bosso, fratele mai mic al lui Guiscard. Eliberat până la urmă, Herman a plecat departe, spre Constantinopol. În timpul expediției antibizantine din Balcani a lui Robert Guiscard din perioada 1081–1082, el a revenit în Italia și a ocupat Cannae, pe care l-a deținut cu titlul de conte vreme de peste un deceniu, înainte de a se ralia lui Bohemond, fiul dezmoștenit al lui Robert, în Prima cruciadă, fiind prezent și murind la asediul Antiohiei.